# Mahuea Tholus (quadrangle)

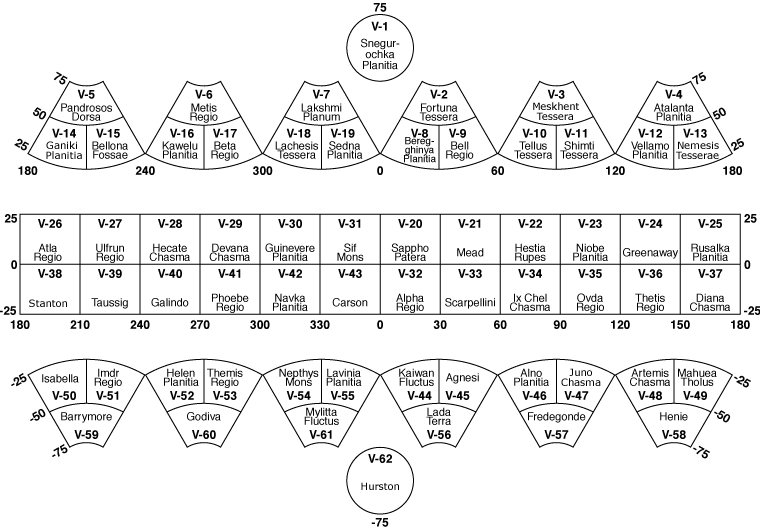
Quadrangles op Venus op schaal 1 : 5.000.000

Mahuea Tholus (V–49; breedtegraad 25°–50° S, lengtegraad 150°–180° E) is een quadrangle op de planeet Venus. Het is een van de 62 quadrangles op schaal 1 : 5.000.000. Het quadrangle werd genoemd naar de gelijknamige heuvel die op zijn beurt is genoemd naar

## Geologische structuren in Mahuea Tholus
Colles
- Mena Colles

Coronae
- Agraulos Corona
- Annapurna Corona
- Colijnsplaat Corona

Fossae
- Naguchitsa Fossae

Inslagkraters
- Austen
- Ayana
- Howe
- Kaikilani
- Onissya
- Pavlinka
- Philomena
- Qarlygha
- Radhika
- Ulpu
- Valadon
- Whitney
- Yasuko
- Zemfira

Planitiae
- Nsomeka Planitia
- Zhibek Planitia

Regiones
- Dsonkwa Regio

Tesserae
- Nortia Tesserae
- Urd Tessera

Tholi
- Mahuea Tholus

Valles
- Austrina Vallis
- Helmud Vallis
- Khalanasy Vallis
- Lusaber Vallis
- Matlalcue Vallis
- Umaga Valles
- Vishera Vallis